# I.B.I
I.B.I (кор. 아이비아이; стилизуется IBI) — южнокорейская проектная гёрл-группа, созданная под руководством LOEN Entertainment в 2016 году. Группа состоит из 5 участниц, ранее участвовавших в шоу на выживание Produce 101. Группа официально дебютировала 18 августа 2016 года с синглом «Molae Molae (몰래 몰래)».

## Название
Название I.B.I (произносится как «Ил-Бан-Ин») происходит от корейского слова 일반인, означающее «нормальные люди», но позже его значение было изменено на «I Believe It», подтверждающее искренние чувства и надежды фанатов и участниц IBI.

## История

### Пре-дебют:Produce 101
В январе 2016 года, канал Mnet начала трансляцию первого эпизода своего нового шоу на выживание, под названием Produce 101, в котором 101 девушек-трейни из различных развлекательных компаний соревновались за место в женской группе из 11 человек, которая должна была продвигаться в течение года под руководством YMC Entertainment. Шоу закончилось в апреле, в том же месяце была сформирована I.O.I.
Участницы Ли Хэин (индивидуальная трейни, бывшая трейни SS Entertainment), Ким Сохи (The Music Works Entertainment), Чекён (DSP Media), Ли Сохён (индивидуальная трейни, бывшая трейни SS Entertainment) и Хан Хери (Star Empire Entertainment) заняли 17-е, 15-е, 16-е, 13-е и 12-е место в финальном эпизоде. Эти пять девушек стали очень популярными, тем самым набрав огромное количество фанатов во время шоу. После того, как Produce 101 закончилось, фанаты стали представлять дебют участниц, в качестве полноценной группы, общаясь онлайн через различные веб-сайты, которые привлекли много внимания. LOEN Entertainment в конечном итоге решило осуществить мечты фанатов в реальность. Компания сформировала проектную женскую группу, под названием I.B.I.
Группа появилась во втором эпизоде реалити-шоу I.O.I I.O.I LAN Cable Friend, где участницы группы играли с серию игр с участницами I.B.I, за исключением Юн Чекён.
Агентство начали рекламировать группу серией профильных фото-тизеров и клипами с участницами на YouTube (индивидуально и в составе группы), исполняющих свою любимый трек в живую. В то же время была выпущена серия вэбтунов под названием Debut Story I.B.I, нарисованная популярным художником Omyo, в 5 частях, посвящённые дебютной истории каждой участницы.

### 2016—2017: Дебют с «Molae Malae»,Hello I.B.Iи расформирование
18 августа 2016 года I.B.I дебютировали с цифровым синглом «Molae Malae». В этот же день группа провела дебютный шоукейс и выступила на M Countdown, тем самым начав промоушен сингла.
19 августа I.B.I выступили на Music Bank. Они также провели концерт «Run to You» в тот же день в Dongdaemun Design Plaza, исполнив свою заглавную песню «Molae Molae», а также синглы с альбома из шоу Produce 101.
22 сентября I.B.I полетели в Таиланд, чтобы снять 6 эпизодов для своего реалити-шоу о путешествии группы, под названием Hello I.B.I. Шоу транслировалось на канале JTBC. Первый эпизод был выпущен 8 октября, а последний 12 ноября.
В начале 2017 года группа распалась.

## Участницы
| Ранг | Настоящее имя | Настоящее имя | Дата рождения | Позиция в группе                       | Агентство                 | Нынешняя деятельность  |
| Ранг | Русский       | Хангыль       | Дата рождения | Позиция в группе                       | Агентство                 | Нынешняя деятельность  |
| ---- | ------------- | ------------- | ------------- | -------------------------------------- | ------------------------- | ---------------------- |
| 17   | Ли Хэ Ин      | 이해인        | 04.07.1994    | Главная вокалистка                     | Big Ocean ENM             | Сольная певица         |
| 15   | Ким Со Хи     | 김소희        | 20.01 1995    | Ведущая вокалистка                     | n.CH Entertainment        | Nature, сольная певица |
| 16   | Юн Чэ Кён     | 윤채경        | 20.01.1995    | Ведущая вокалистка                     | DSP Media                 | APRIL                  |
| 13   | Ли Со Хён     | 이수현        | 05.08.1996    | Вокалистка, вижуал                     | HG Entertainment          | Сольная певица         |
| 12   | Хан Хё Ри     | 한혜리        | 24.08.1997    | Ведущая вокалистка, лицо группы, макнэ | Star Empire Entertainment |                        |

## Дискография

### Синглы
| Название                 | Детали                                                                                  | Высшая позиция | Продажи (Цифровые) | Альбомы                |
| Название                 | Детали                                                                                  | KOR            | Продажи (Цифровые) | Альбомы                |
| ------------------------ | --------------------------------------------------------------------------------------- | -------------- | ------------------ | ---------------------- |
| «Molae Molae (몰래몰래)» | - Релиз: 18 августа 2016 года - Лейбл: LOEN Entertainment - Формат: Цифровое скачивание | 51             | - KOR: 50,634+     | Molae Molae (몰래몰래) |

## Фильмография

### Реалити-шоу
- Produce 101 (Mnet, 2016)
- Hello I.B.I (JTBC, 2016)